# Émile Marie Laurent
Pour les articles homonymes, voir Émile Laurent et Laurent.
Émile Marie Laurent, né le 1er octobre 1852 à Brest et décédé le 1er octobre 1930 à Paris, est un haut fonctionnaire français. Il fut préfet de police de Paris de 1914 à 1917.

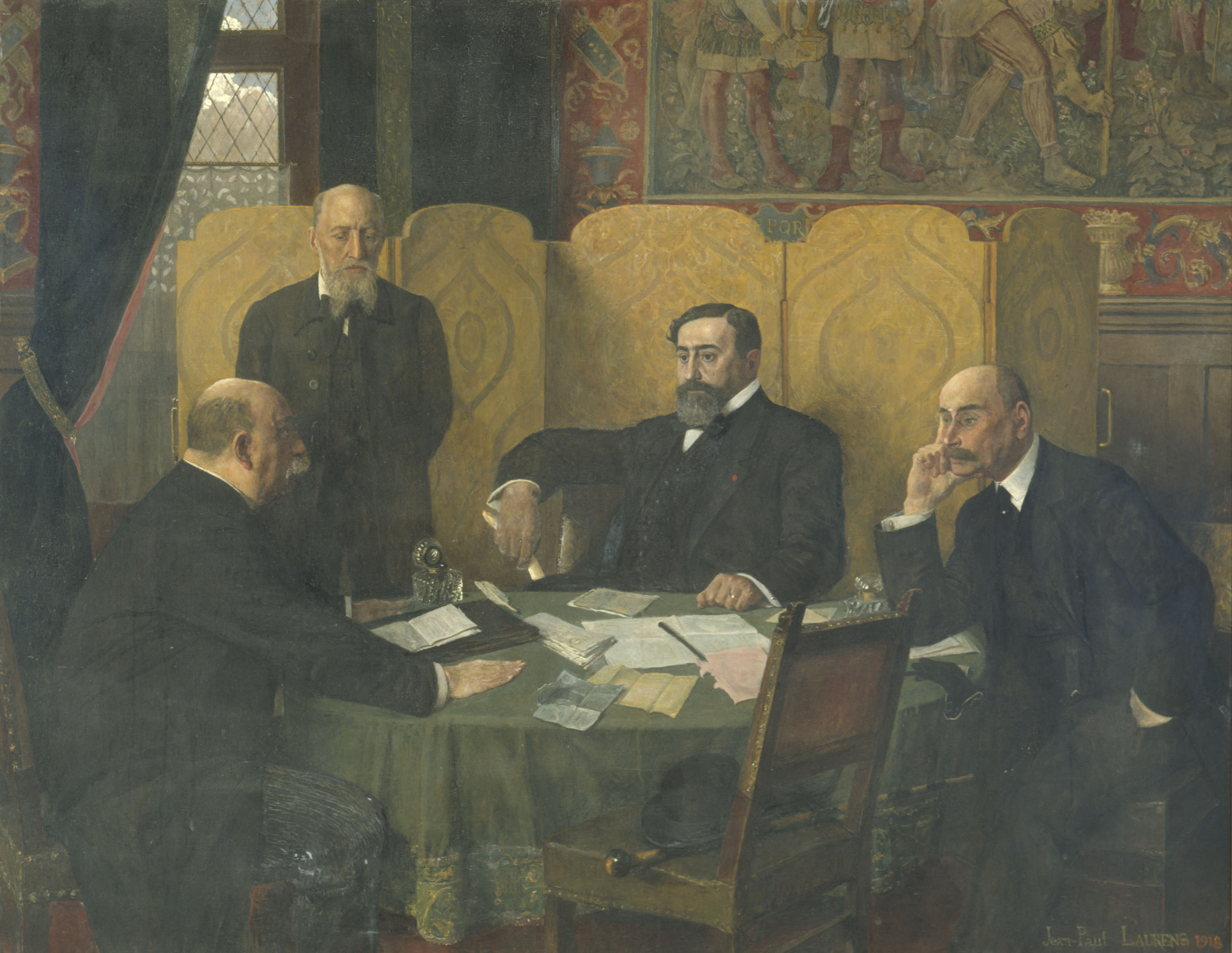
Le Comité de sécurité de la Ville de Paris et du département de la Seine, pendant la guerre de 1914-1918 Musée Carnavalet peint par Jean-Paul Laurens, il est le premier à partir de la gauche.

## Biographie
Il est inhumé au cimetière du Père-Lachaise (45e division).